# Князевка (Нижньогородська область)
Князевка (рос. Князёвка) — присілок в Арзамаському районі Нижньогородської області Російської Федерації.
Населення становить 104 особи. Входить до складу муніципального утворення Березовська сільрада.

## Історія
Від 2009 року входить до складу муніципального утворення Березовська сільрада.

## Населення
| 1999 | 2002 | 2010 |
| ---- | ---- | ---- |
| 141  | ↘127 | ↘104 |